# لورنزو لاورونه
لورنزو لاورونه (انگلیسی: Lorenzo Laverone؛ زادهٔ ۱۹ آوریل ۱۹۸۹) بازیکن فوتبال اهل ایتالیا است.
از باشگاه‌هایی که در آن بازی کرده‌است می‌توان به باشگاه فوتبال رجینا، باشگاه فوتبال آسکولی، باشگاه فوتبال فیورنتینا، باشگاه فوتبال ساسولو، باشگاه فوتبال ویچنزا، باشگاه فوتبال اتلتیکو آرتزو، و باشگاه فوتبال وارزه اشاره کرد.